# شاکا کوشان
شاکا (خط گوپتا:  Sha-kā) از آخرین حکمران‌های کوشانیان است که از سال ۳۰۰ تا ۳۳۵ میلادی بر امپراتوری کوشانی حکمراند. بیشتر سکه‌های بدست آمده کوشانیان اسطوره‌ی با نام شاکا معرفی می‌کند که احتمالا شاهی با همین نام وجود داشته تا سکه‌های طلا به نام خود ضرب بزند.
سکه‌های شاکا ایزدبانوی بلخی ارد یشت را دارد در حالی که دیگر شاهان پیشن او بیشتر تصویر خدای شیوا را داشتند.